# Иммельборн
Иммельборн (нем. Immelborn) — коммуна в Германии, в земле Тюрингия.
Входит в состав района Вартбург. Подчиняется управлению Бархфельд.  Население составляет 1776 человек (на 31 декабря 2006 года). Занимает площадь 12,65 км². Официальный код — 16 0 63 041.
Коммуна подразделяется на 3 сельских округа.